# Jestice
Jestice – wieś (obec) na Słowacji położona w kraju bańskobystrzyckim, w powiecie Rymawska Sobota. Pierwsze wzmianki o miejscowości pochodzą z roku 1333. 
Według danych z dnia 31 grudnia 2012, wieś zamieszkiwało 171 osób, w tym 93 kobiety i 78 mężczyzn.
W 2001 roku rozkład populacji względem narodowości i przynależności etnicznej wyglądał następująco:
- Słowacy – 3,14%
- Romowie – 5,24%
- Węgrzy – 91,62%.

Ze względu na wyznawaną religię struktura mieszkańców kształtowała się w 2001 roku następująco:
- Katolicy rzymscy – 93,72%
- Ewangelicy – 1,57%
- Ateiści – 1,05%.